# Taungtha
Taungtha är en kommun i Myanmar.   Den ligger i regionen Mandalayregionen, i den centrala delen av landet, 180 km norr om huvudstaden Naypyidaw. Antalet invånare är 243 987.